# 德莫雷斯特冰川
德莫雷斯特冰川（英語：Demorest Glacier），是南極洲的冰川，位於葛拉漢地的弗因海岸，最終在弗林特冰川和馬西斯冰川之間注入旋風灣，在1928年12月20日由澳大利亞探險家發現，現時由南極條約體系管理。